# Vědecko-výzkumná stanice Panská Lhota
Vědecko-výzkumná stanice (VVS) Panská Lhota je součástí Ústavu archeologie a muzeologie Masarykovy univerzity v Brně. VVS původně sloužila jako zázemí pro systematický výzkum nedaleké zříceniny hradu Rokštejn, který započal pod vedením prof. Zdeňka Měřínského v roce 1981. Archeologický výzkum hradu Rokštejna v současné době vede Mgr. Jana Mazáčková, Ph.D. 
V současnosti se činnost stanice rozšířila na různé aspekty zkoumání lidské společnosti v minulosti (především středověku), ať už experimentální archeologií, prospekcemi zaniklých středověkých vsí, či archeometrickými metodami.

## Struktura VVS Panská Lhota
VVS Panská Lhota zahrnuje tyto oddělení a laboratoře, souhrnně označované jako RokLab (zkratka Rokštejnské Laboratoře):
- Oddělení výzkumu feudálních sídel
- Oddělení udržitelného rozvoje lidstva
- Oddělení krajinné a sídlištní archeologie
- Oddělení archeologie bojišť
- Laboratoř experimentální archeologie
- Konzervátorská laboratoř
- Archeometrická laboratoř
- Archeoenvironmentální laboratoř
- Knihovna